# Wilhelm Will (Wetzlar)
Die Wilhelm Will KG, Optisches Werk, ist ein deutsches Traditionsunternehmen der optischen Industrie aus Wetzlar-Nauborn („Will, Wetzlar“). Die Produktionsschwerpunkte lagen in der Mikroskopie, Projektions- und Kameraoptik. Das Unternehmen ist in der Helmut Hund GmbH aufgegangen.

## Geschichte
Das Unternehmen wurde von Wilhelm Will (1898–1959) anfangs als Ein-Mann-Betrieb in Nauborn bei Wetzlar 1923 gegründet. Will machte von 1912 bis 1915 eine Lehre zum Optiker bei Ernst Leitz in Wetzlar und blieb dort noch einige Zeit als Gehilfe. 1939 konnten dank des wirtschaftlichen Erfolgs der jungen Firma größere Räumlichkeiten für 30 Mitarbeiter im gleichen Ort bezogen werden. Das Programm umfasste zunächst Mikroskop-Optik, später auch Fernglas-Optik. Nach 1945 führte er das Unternehmen mit seinen Söhnen Willi (1921–1998) und Erich (* 1923). Ab 1950 wurden auch Labormikroskope hergestellt. 1973 wurden 3000 Mikroskope verkauft, bei 350 Beschäftigten. 1977 wurde der Firmenname in Will Wetzlar KG geändert, um trotz der Zusammenlegung von Wetzlar und Gießen zur Stadt Lahn den traditionsreichen Namen Wetzlar weiter führen zu können.
Willi und Erich Will verkauften in den 1970er Jahren 25 % der Firma an die Minox GmbH. Diese Beteiligung wurde Ende der 1970er Jahre von der Wild Leitz GmbH (heute Leica-Microsystems GmbH) übernommen und sukzessive bis zu einer vollständigen Übernahme 1986 aufgestockt. 1988 wurde die Firma Will komplett von der Helmut Hund GmbH übernommen -- wie schon 1984 die Artur Herzog KG mit ihrer Blankpress-Technologie für Glaslinsen von Projektoren und Autoscheinwerfern. Beide Unternehmen wurden auf die Firma Helmut Hund GmbH verschmolzen, die damit mehr als 400 Mitarbeiter beschäftigt.

## Erfindungen

### Patente
Der Firma Will wurden mindestens drei Patente erteilt:
- Stativ für optische Geräte (eingereicht 1972 in den U.S.A. als Patent 3795377, deutsches Patent DE 1813374)[2]
- Schwalbenschwanzführung (DE-Patent 2124228)[3]
- Opto-elektronisches Mikroskop (eingereicht 1975, U.S.-Patent 4115802)[4]

## Produkte

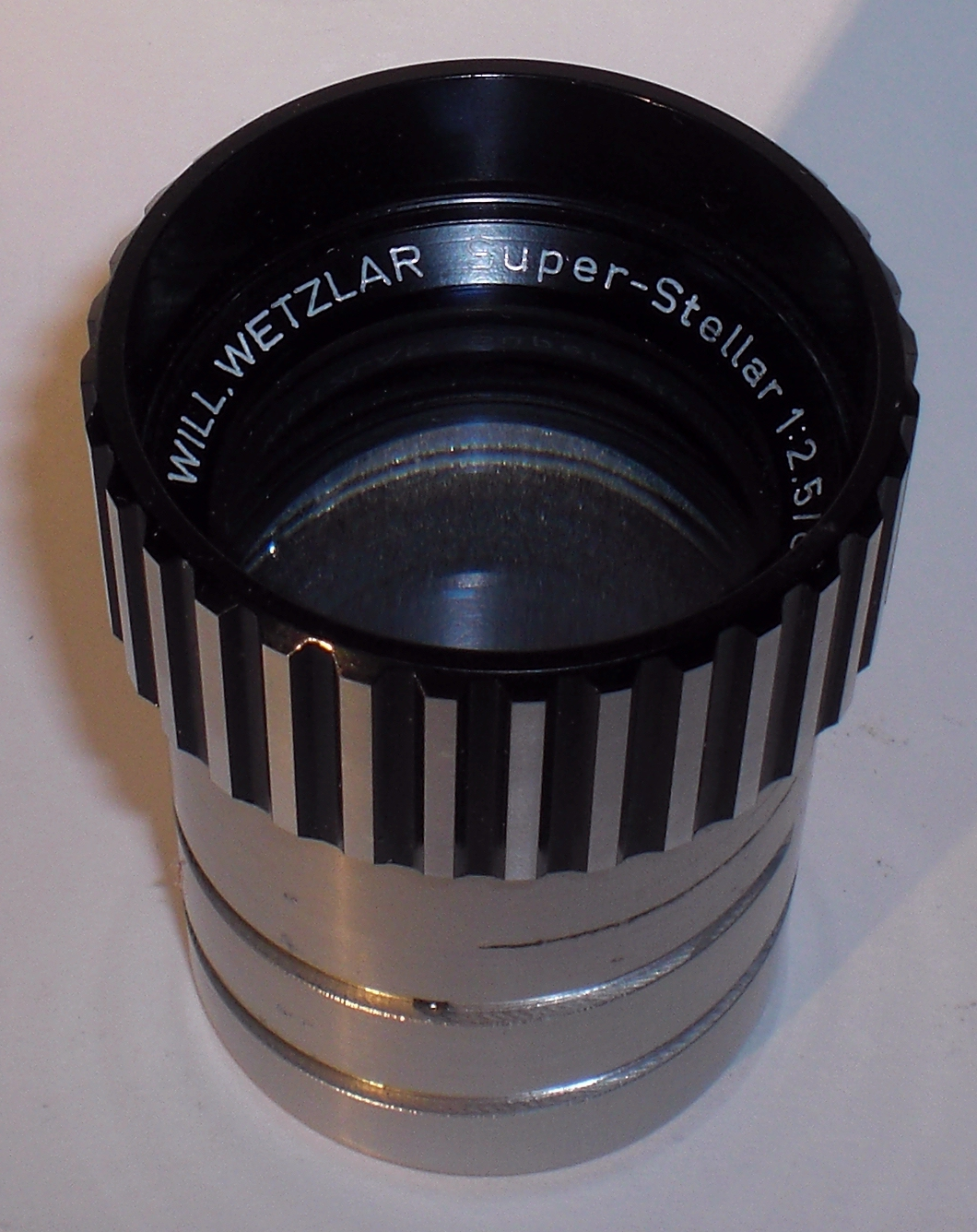
Super-Stellar 1:2,8/85 mm Projektionsobjektiv für Kleinbild-Dias
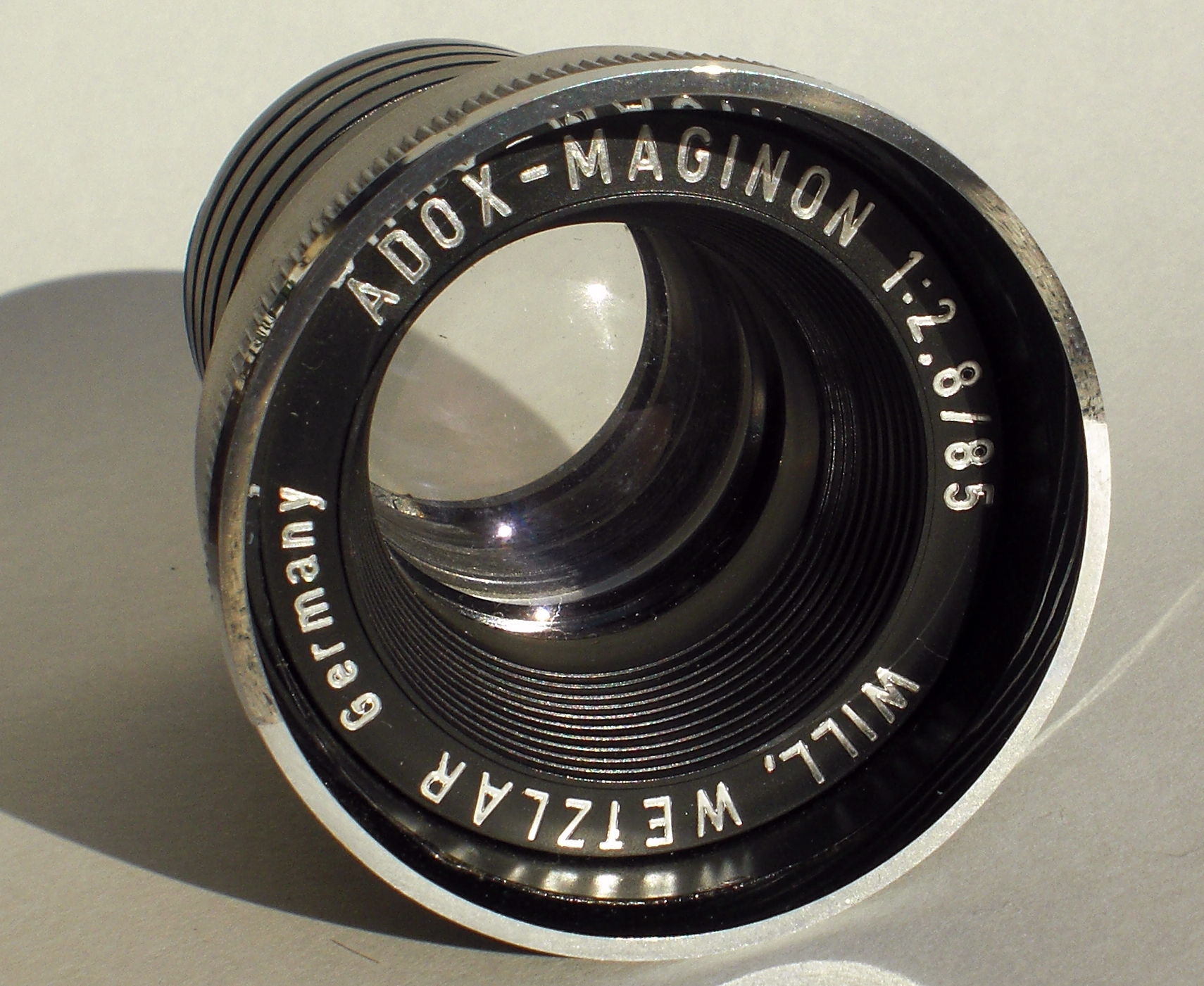
ADOX-Maginon 1:2,8/85 mm für Kleinbild-Diaprojektor ADOX 300
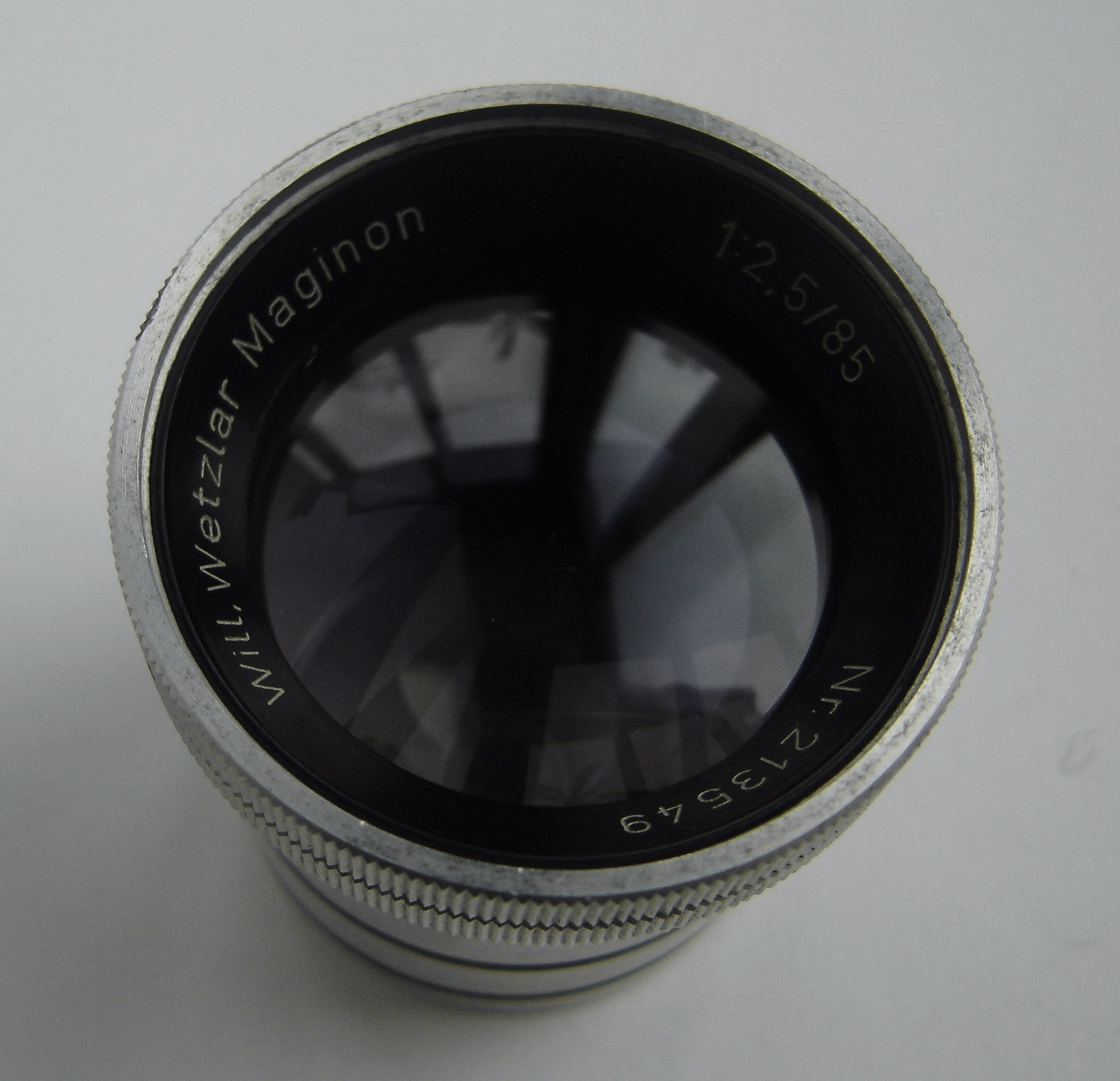
lichtstarkes Maginon 1:2,5/85 mm (zusätzliche Meniscus-Frontlinse)
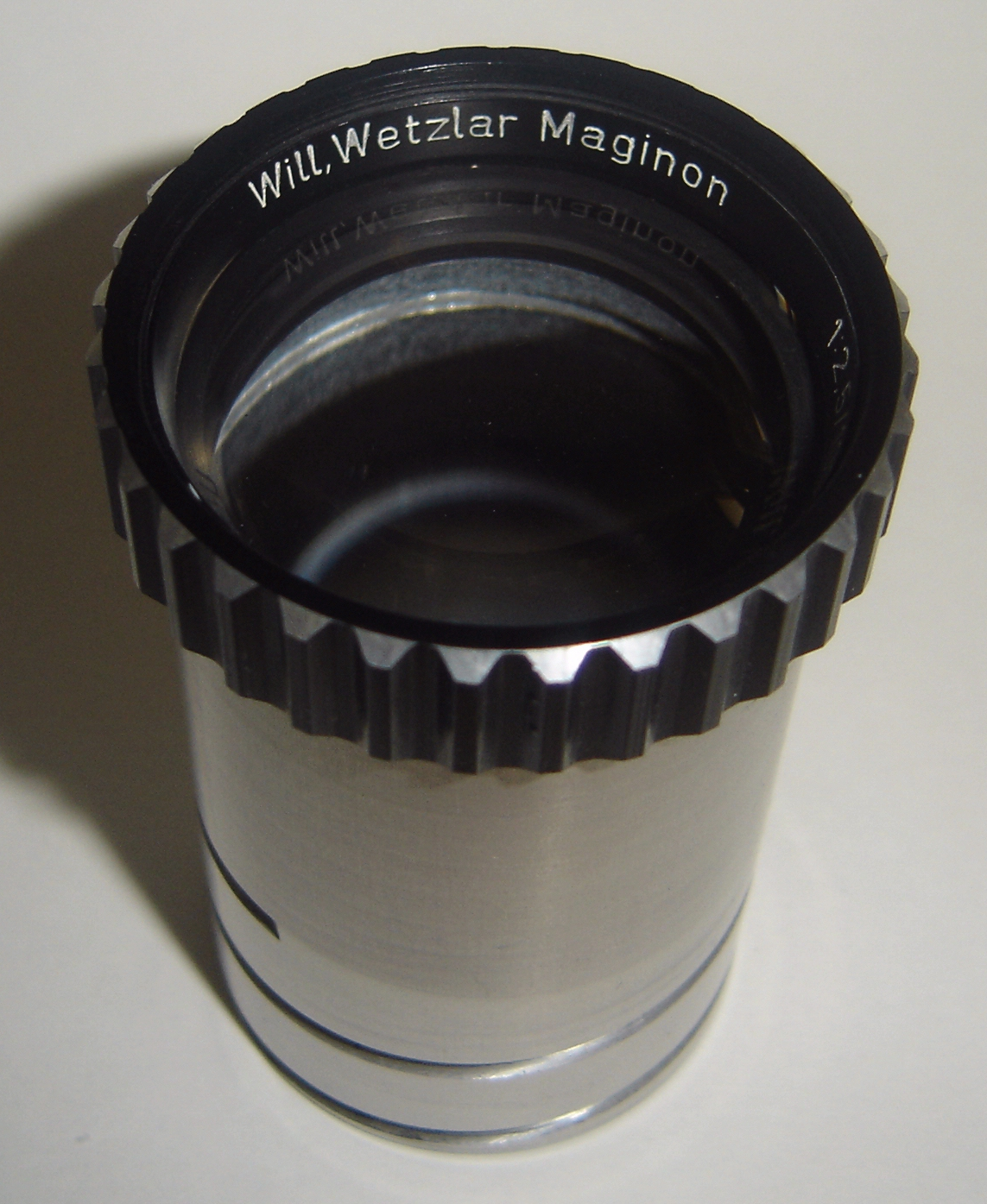
Maginon 1:2.8/100 mm

### Mikroskope und Mikroskopzubehör
Mikroskope aus dem Programm von Will Wetzlar waren das V300, das BX 100 oder das von Hund weitergeführte „Wilozyt“ Phasenkontrastmikroskop BX 300. Es gibt auch ein Wilozyt V 365, ein Auflichtmikroskop Wilovet oder die Bino-Lupe 2194. Für die Mikroskope wurden auch passende Objektive produziert.
Der Dynascope-Aufsatz ermöglichte bereits 1976 die Darstellung des mikroskopischen Bildes auf einem Bildschirm.

### Kamera-Bauteile und -objektive
Für die MINOX 35-Kamera entwarf (und fertigte zunächst) Will den Sucher und das Objektiv nach Art eines Tessars.

#### Adoxar
Die Firma Adox ließ für ihre Mittelformat-Kamera Golf das Adoxar-Objektiv bei Will herstellen. Adoxare hatten beispielsweise bei einer Brennweite von 75 mm eine Lichtstärke von 1:4,5 oder 1:6,3.

#### Wilon & Wastar
Die Petietux- und Petitux IV-Kleinkameras waren Ende der 1950er, Anfang der 1960er Jahre u. a. mit Wilon-Objektiven von Will ausgestattet (Wilon 1:2,8/25 mm). Ein ebenfalls sehr kleines, jedoch mit M42-Anschluss versehenes Objektiv ist das Vastar 1:2,8/50 mm mit vergüteter Linse.

### Vergrößererobjektive
Ebenfalls unter dem Namen Wilon vertrieb Will Objektive für fotografische Vergrößerer. Ein Kunde war die englische Firma Gnome. Wilone gab es beispielsweise in den Konfigurationen 1:4,5/50 mm, 1:3,5/50 mm (mit M25-Anschluss), 1:4,5/75 mm oder 1:4,5/105. Einige Wilone waren auch direkt als Gnome-Wilon gekennzeichnet.
Ein zweites Vergrößererobjektiv ist das Macro-Doryt. Es wurde beispielsweise in den Ausführungen 1:3.5/50 mm und 1:4.5/105 mm mit M39x1/26-Anschluss produziert.

### Projektionsobjektive
Von Will sind wesentlich mehr Projektions- als Kameraobjektive bekannt.

#### Maginon
Eine verbreitete Serie von Projektionsobjektiven für Diaprojektoren ist das Maginon. Es kommen Varianten vor, die als „Adox Maginon“ oder „Gnome Maginon“ beschriftet sind. Die meisten Maginons sind vom Aufbau her Cooke-Triplets, d. h. dreilinsige Konstruktionen. Die maximale Lichtstärke liegt jedoch selbst bei Nutzung hochwertiger Lanthangläser bei 1:2,8. Die Maginon-Serie setzt hier bei einer Brennweite von 85 mm ein (etwa für den Dia-Projektor Braun Type D300 oder den Reflecta AF 1800). Auch 90 mm sind häufig. Längere Brennweiten sind in der Regel mit einer verringerten Lichtstärke kombiniert (z. B.: 1:3,0/150 mm, 1:3,5/200 mm oder 1:4/250 mm Spezial MC). Wird vor dem Triplet eine weitere Meniscus-Frontlinse angebracht, kann auch eine Lichtstärke von 1:2,5 erreicht werden (Brennweiten 85 und 90 mm: Maginon Optimal).
Diaprojektoren wie der Adox 800 M oder Adox 300 M waren mit dem Objektiv Adox Maginon 1:2,8/85 mm ausgestattet. Entsprechend gab es zu Gnome-Projektoren ein Will-Gnome Maginon, beispielsweise mit der sehr kurzen Brennweite 1:2,8/50 mm oder der langen Brennweite 1:3,5/150 mm.
Später gab es auch Zoom- und Vario-Varianten des Maginons. Beispiele sind das Vario-Maginon 1:3,5/70–120 mm (Tubus-Durchmesser 42 mm) oder das Zoom-Maginon 85–150 mm mit Mehrfachvergütung („MC“).

#### Weitere Objektive für Diaprojektoren und Episkope
Eine weitere Serie von Projektionsobjektiven hatte den Markennamen Stellar. Es gibt ein
Super Stellar 1:2,3/85 mm mit 42 mm-Tubus und ein Vario-Stellar 1:2,8/95–160 mm.
Einen besonders großen Tubus für die Projektion von Mittelformat-Dias hatte das mehrfachvergütete Lumagon 1:2,8/150 mm mit 62 mm-Tubus. Ebenfalls für große Vorlagen – etwa für die Verwendung in Episkopen – ist das Braun-Super-Paxigon 1:3,5/200 mm vorgesehen (Verwendung z. B. im Braun Praxiskop 650).

#### Objektive für Filmprojektoren

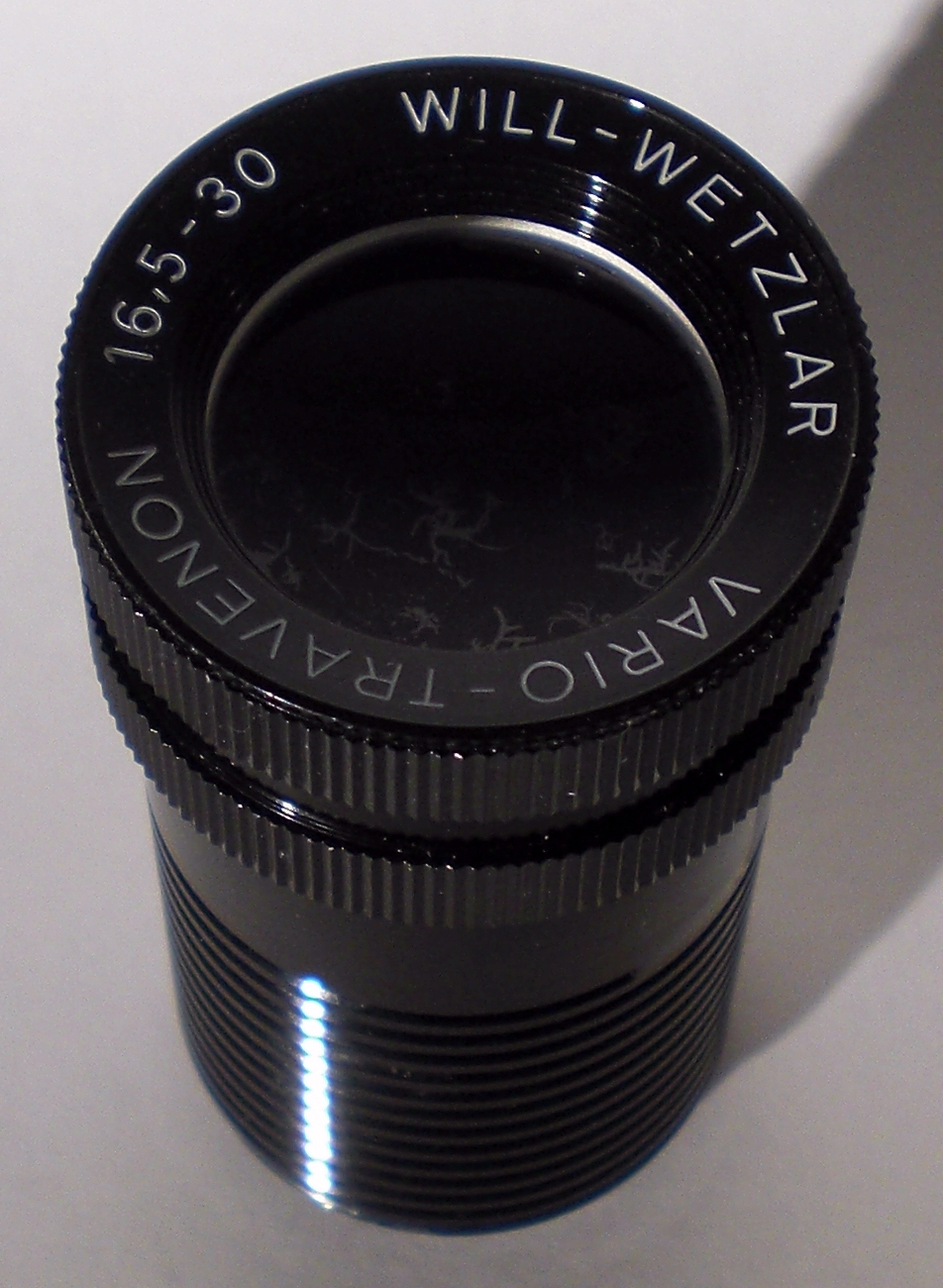
Vario-Travenon 16,5-30mm

In mehreren Ausführungen stellte Will Projektionsobjektive für Super-8-Filmprojektoren der Marke Vario-Travenon her. Die Lichtstärke variierte von 1:1,5 (16.5–30 mm, etwa am Noris Norisound 410, 1978–79), über 1:1,4/15–30 mm und 1:1,3/16,5–30 mm (z. B. in Rollei P8400S magnetic oder Noris Record D 100) bis zu 1:1,2/16,5–30 mm mit Mehrfachvergütung für Geräte wie die Braun 500/1000/2000-Serie.